# 格蘭奇希爾 (牙買加)
格蘭奇希爾是牙買加的城鎮，位於該國西部，距離內格里爾15英里，由西摩蘭負責管轄，海拔高度24米，主要經濟活動是旅遊業，2011年人口7,198。
18°22′12″N 78°12′18″W / 18.370°N 78.205°W